# Neosocialisme
Het neosocialisme was een historische stroming binnen de Franse en Belgische sociaaldemocratie die ontstond in de jaren 1930. Anders dan het marxistische socialisme streefde men naar samenwerking tussen de verschillende klassen (klassencollaboratie) in plaats van klassenstrijd en de daarmee verbonden revolutie. Privébezit werd gerespecteerd wanneer men de bezittingen aanwendt tot het bevorderen van het algemeen welzijn. Monopoliekapitalisme moest echter bestreden worden door middel van het nationaliseren van grote ondernemingen. Een zogenaamde "constructieve revolutie" waarbij het landbestuur en de economie (planeconomie) worden geleid door technocraten en experts moet voor een ongekende welvaart zorgen voor een land. 
In Frankrijk leidde dit binnen de socialistische partij SFIO tot een conflict tussen de meerderheid die vast bleef houden aan het klassieke socialisme en de minderheid die voorstanders waren van het neosocialisme, waarbij de laatste groep het onderspit moest delven. Marcel Déat (auteur van het neosocialistische pamflet Perspectives socialistes) en Paul Ramadier, de voornaamste protagonisten van het neosocialisme traden uit de SFIO en richtten een eigen, neosocialistische partij op, die later opging in de Union socialiste républicaine (USR). Déat schoof later verder op naar rechts en koos tijdens de Duitse bezetting voor collaboratie met de Nazi's.
In België was de belangrijkste wegbereider van het neosocialisme Hendrik de Man. De Mans vorm van socialisme wordt plansocialisme genoemd en hij presenteerde in 1934 zijn Plan van de Arbeid (in de volksmond "Plan-De Man" genoemd). Via economische planning door middel van vijf economische secretariaten die beheerd werden door technocraten zou een einde gesteld worden aan de werkloosheid en zo ook aan de voedingsbodem voor de fascisten. De grootste vijand was het monopoliekapitalisme, waar de staat zijn invloed verliest aan de grote bedrijven. Zijn plan voorzag dan ook in een beleid van nationalisering van basisindustrieën. 